# Sá Nogueira
Rolando Sá Nogueira (n. 19 mai 1921, Lisabona, Portugalia – d. 18 noiembrie 2002) a fost unul dintre cei mai importanți pictori ai generației sale; conform lui José Augusto França, el aparține celui de-al treilea val de pictori portughezi moderni din secolul al XX-lea [1].

## Biografie / Operă
Primele sale portrete – realizate în timp ce studia la Școala de Arte Frumoase din Lisabona –, erau în strânsă legătură cu Matisse și Modigliani; dar în curând și-a găsit propria voce, înfățișând peisajele și viața de zi cu zi din zonele moderne ale Lisabonei în picturi personale și sensibile și distanțându-se de curentele predominante din lumea artei portugheze din anii 1940 și 1950.
Între 1962 și 1964 a studiat la Birmingham și la Slade School of Fine Art, Londra. Acest lucru l-a pus în contact cu primele manifestări ale Pop Art; iar la Londra a fost influențat de expoziția din 1963 a lui Kurt Schwitters⁠(d) la galeria Marlborough. După întoarcerea în Portugalia, opera sa s-a schimbat profund; spațiul său pictural s-a apropiat de cubism și a început să folosească colajul și pânza fotosensibilizată.
Fără întreruperi sau pauze, din anii 1980 încoace opera sa a evoluat și a revenit la valori picturale mai tradiționale și la un tip de narațiune adesea mai apropiat de opera sa din anii 1950.
Sá Nogueira a expus pe scară largă de-a lungul anilor, atât în cadrul unor expoziții de grup, cât și în cadrul unor expoziții personale; în 1998 a organizat o amplă expoziție retrospectivă la Muzeul Chiado, Lisabona. De asemenea, a fost un profesor de desen foarte influent – din 1965 încoace a predat la Sociedade Nacional de Belas Artes, Lisabona, la Școala de Arte Frumoase din Porto, la Facultatea de Arhitectură din Lisabona etc. -, influențând o întreagă generație de artiști portughezi mai tineri. (Pedro Calapez⁠(d), Manuel Botelho⁠(d), printre mulți alții).